# Teoria crítica

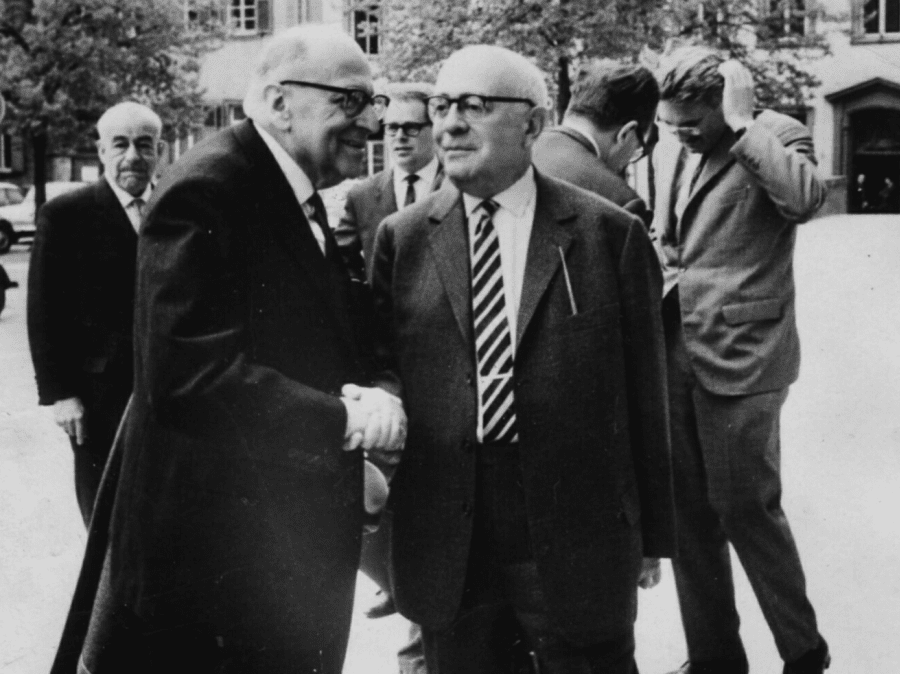
Adorno i Horkheimer en primer pla, reunits a Heidelberg al 1965

La teoria crítica és un conjunt de teories de pensadors de diferents disciplines associades a l'Escola de Frankfurt: Theodor W. Adorno, Walter Benjamin, Max Horkheimer, Herbert Marcuse, Jürgen Habermas, Oskar Negt o Hermann Schweppenhäuser, entre d'altres. La teoria crítica serà la resposta crítica a la teoria de la comunicació desenvolupada des dels anys vint per l'Escola Sociològica de Chicago, les teories de la qual s'engloben dintre del funcionalisme.
L'Institut per a la Investigació Social que estava afiliat a la Universitat de Frankfurt va ser fundat l'any 1923. El financer jueu Felix J. Weil serà el creador del projecte, ja que va veure necessari un centre d'estudis avançats que analitzés la societat del moment des d'un punt de vista marxista.
Els autors de la primera generació de l'Escola de Frankfurt articulen un projecte crític, intentant desenvolupar un marxisme heterodox i psicoanalític. No serà un marxisme obsessionat amb l'economia, sinó que es pretén desenvolupar una sèrie de teories preocupades pels problemes socials, com la desigualtat de classes i no sols des del punt de vista sociològic, sinó també filosòfic.
L'institut haurà d'exiliar-se el 1933 amb l'arribada del nazisme al poder a Alemanya. Després de recórrer diverses ciutats (Ginebra, París, Londres), l'institut s'instal·larà a Nova York fins a l'any 1950, quan va tornar de nou a Frankfurt.

## El paradigma crític
Des de les primeres generacions de l'Escola de Frankfurt als anys 30 i 40, amb Adorno i Horkheimer al capdavant, la teoria crítica qüestiona els pilars bàsics del funcionalisme. La crítica principal és l'ús de la ciència positivista en l'estudi de les ciències socials. Aquesta crítica es fonamenta en el fet que és impossible tractar la societat (o la comunicació) com un objecte vist des de fora; qualsevol observador no deixa de ser un subjecte social, subjectiu doncs. La pretensió objectivadora del positivisme, segons la teoria crítica, implica una relació autoritària entre l'objecte estudiat i qui l'estudia, és a dir, entre la societat (objecte, passiu) i el subjecte (actiu). La societat és objecte de manipulació.
Contràriament al funcionalisme, que estudia la comunicació des d'un punt de vista institucional, l'Escola de Frankfurt pensa la comunicació des d'un punt de vista social. Per a açò, és indispensable la implicació de teoria i pràctica social, en altres paraules, dur la teoria a la pràctica. Es postula amb el principi de negativitat: allò que existeix no hauria d'existir. Posteriorment, Marcuse als anys seixanta ho reformula amb el concepte del Gran no, el Gran rebuig. La idea és que, des del punt de vista social, la realitat hauria de ser transformada.
El paradigma crític es completa amb la crítica utòpica, que consisteix en una reivindicació de l'impossible, l'impossible dins d'una realitat determinada. Anar més enllà de la realitat, cercar l'impossible dins d'eixa realitat és, doncs, imprescindible.

## La crítica de la crítica
La visió d'Adorno i Horkheimer plasmada en la seua Dialèctica de la Il·lustració ha estat titllada d'elitista per autors com Habermas. Es tracta d'un discurs de dalt a baix, de "nosaltres" i "d'ells", provocat per deixar de banda la potencialitat comunicativa de la vida quotidiana. Habermas veu en aquestes posicions d'Adorno i Horkheimer i, fins i tot en el concepte de doble distanciament de Marcuse, un toc autodefensiu, escèptic, que esdevé elitista al voltant d'expressions comunicatives no afectades per les indústries culturals, com ara la cultura popular.